# Metrópolis (película de 1927)
Metrópolis es una película muda alemana de 1927 del género de ciencia ficción dirigida por Fritz Lang y realizada por la productora UFA. Es considerada una de las grandes películas del cine expresionista alemán y de la historia del cine mundial.
El guion fue escrito por Thea von Harbou y Fritz Lang, inspirándose en una novela de 1926 de la misma Von Harbou.
Metrópolis es uno de lοs pocos filmes considerados Memoria del Mundo por la Unesco. Fue el primero en poseer esta categoría, amparado en la vívida encarnación de toda la sociedad, y la profundidad de su contenido humano y social.

## Argumento
En una megalópolis del siglo XXI los obreros viven en un gueto subterráneo donde se encuentra el corazón industrial con la prohibición de salir al mundo exterior. Incitados por un robot se rebelan contra la clase intelectual que tiene el poder, amenazando con destruir la ciudad que se encuentra en la superficie, pero Freder (Gustav Fröhlich), hijo del dirigente de Metrópolis, con la ayuda de María (Brigitte Helm), de origen humilde, intentarán evitar la destrucción apelando a los sentimientos y al amor.
El filme se desarrolla en el año 2026, en una ciudad-estado de enormes proporciones llamada Metrópolis. La sociedad se ha dividido en dos grupos antagónicos y complementarios: una élite de propietarios y pensadores, que viven en la superficie, viendo el mundo desde los grandes rascacielos y paisajes urbanos, y una casta de trabajadores, que viven bajo la ciudad y que trabajan sin cesar para mantener el modo de vida de los de la superficie. El presidente-director de la ciudad es Johan Joh Fredersen (Alfred Abel).
Una figura carismática y pacificadora llamada María defiende la causa de los trabajadores pero, en lugar de incitar a una revuelta, insta a los trabajadores a buscar una salida pacífica y tener paciencia, esperando la llegada del «Mediador», que unirá ambas mitades de la sociedad. El hijo de Fredersen, Freder, conoce a María y queda prendado de ella. Al seguirla sin que ésta se dé cuenta, penetra en el mundo subterráneo de los trabajadores y mira con sus propios ojos las pésimas condiciones en que estos viven y trabajan, así como el desdén absoluto de los propietarios, que prefieren traer más trabajadores para que las máquinas no se detengan, que auxiliar a los que sufren accidentes en ellas. Asqueado por lo que ve, Freder decide unirse a la causa de María.
Sin embargo, Fredersen se ha dado cuenta ya de las actividades de María, y temiendo una revuelta de los obreros, decide solicitar la ayuda del científico Rotwang (Rudolf Klein-Rogge), quien a su vez le muestra un robot antropomorfo de su invención. El robot de Rotwang puede tomar tanto la conducta como la apariencia de una persona, así que deciden suplantar a María. Al robot se le manda promover los disturbios y el descontento, para así permitir a Fredersen lanzar una represión violenta contra los trabajadores. Lo que desconoce Fredersen es que el robot contiene el espíritu de Hel - la que había sido esposa de Rotwang, que tuvo un amorío con el director de la ciudad y falleció al dar a luz a su hijo Freder - y que Rotwang utilizará al autómata como instrumento de venganza contra el presidente de Metrópolis, su hijo y, contra toda la ciudad.
La verdadera María es hecha prisionera en la mansión de Rotwang, en Metrópolis, mientras el robot la suplanta y lanza discursos incendiarios, y además comienza a seguir las iniciativas de Rotwang en su plan de venganza. Se transforma en bailarina exótica en el prestigioso cabaré Yoshiwara, y así excita a los asistentes y nubla su razón para promover la discordia y la decadencia entre los jóvenes adinerados. Siguiendo los malos consejos del robot, los trabajadores inician una revuelta y destruyen la «Máquina Corazón», que proporciona la energía que hace funcionar todas las demás maquinarias de Metrópolis. La destrucción de la máquina también provoca que los tanques de agua de la ciudad se aneguen, e inunden el submundo de los trabajadores, quienes, cegados por el discurso del robot, han descuidado la seguridad de sus hijos, que terminan siendo rescatados por Freder y la verdadera María. Al darse cuenta de su grave error, los trabajadores, desesperados, salen a la superficie en busca de su «enemiga en la ciudadela», la presunta María. La muchedumbre invade el distrito de diversiones de la ciudad y captura a la falsa María, a la que atan a una estaca y prenden fuego, mientras Freder observa todo y se desespera. Pero pronto se dan cuenta de que esa María es una impostora, al arder sus carnes falsas y quedar al descubierto el robot, y al ver a la verdadera María ser perseguida por el enloquecido Rotwang en los tejados de la catedral de la ciudad. Freder persigue a Rotwang y se enfrenta con él, hasta que Rotwang se precipita del tejado hacia su muerte. María y Freder retornan a la calle y van al encuentro de Joh y Grot (dirigentes de la ciudad y de los trabajadores) y dejan entrever.
Con el lema «Mittler zwischen Hirn und Hand muss das Herz sein» («Mediador entre el cerebro y la mano ha de ser el corazón»), que debe interpretarse como la necesidad de que la capacidad de amar del ser humano reúna a la razón y la fuerza, se reconcilian el magnate Joh Fredersen y los trabajadores de Metrópolis gracias a Freder, tres componentes simbólicos: razón, trabajo y corazón.

## Reparto
- Gustav Fröhlich - Freder
- Brigitte Helm - Maria
- Alfred Abel - Joh Fredersen, el amo de Metrópolis y padre de Freder.
- Rudolf Klein-Rogge - Rotwang, un científico.
- Heinrich George - Grot, el guardián de la «Máquina Corazón».
- Theodor Loos - Josaphat, asistente de Fredersen y amigo de Freder.
- Fritz Rasp - El hombre delgado, espía de Fredersen.
- Erwin Biswanger - Georgy (11811), un obrero.

## Producción

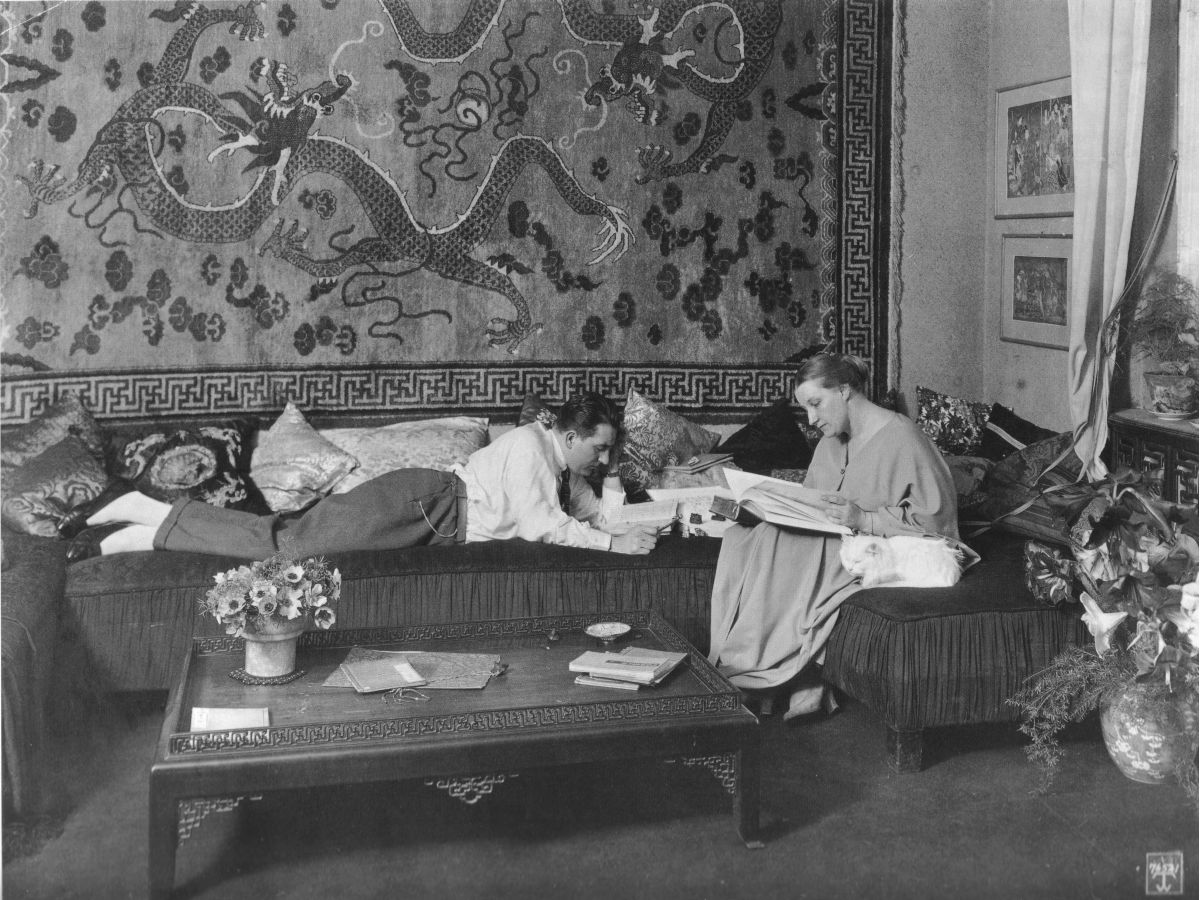
Fritz Lang y Thea von Harbou preparando el guion del filme.

Rodar Metrópolis costó 5.100.000 reichsmarks, cifra que a día de hoy, calculando la inflación, supondría más de 39 millones de dólares, una de las más costosas en los orígenes del cine. Fritz Lang contó con una cantidad grande de extras y se filmaron cerca de 620.000 metros de película, reducidos a 4189 para su primer corte, después su duración se vio más reducida para la distribución internacional. Se utilizaron un total de 27 000 extras, se rodó en más de 310 días y 60 noches.
De la producción se encargó mayoritariamente Erich Pommer, quien al principio no tuvo mucha fe en el proyecto. Lo veía demasiado costoso tanto económica como ejecutivamente, y a pesar de que Fritz Lang logró convencerle, fue el principal productor y ejecutivo de la película sin todavía creer del todo en ella. Lang llevó a cabo la redacción del guion junto a su esposa Thea von Harbou, quien también se encargó de escribir la novela que serviría como base para la creación del guion de Metrópolis.
Tras ser aceptada por la Universum Film AG, «Erich Pommer, Karl Freund, Günther Rittau, Eugen Schüfftan y el escultor Walter Schulze-Mittendorff unieron sus respectivos estudios para realizar la película que había gozado del mayor presupuesto de toda la historia del cine germano».

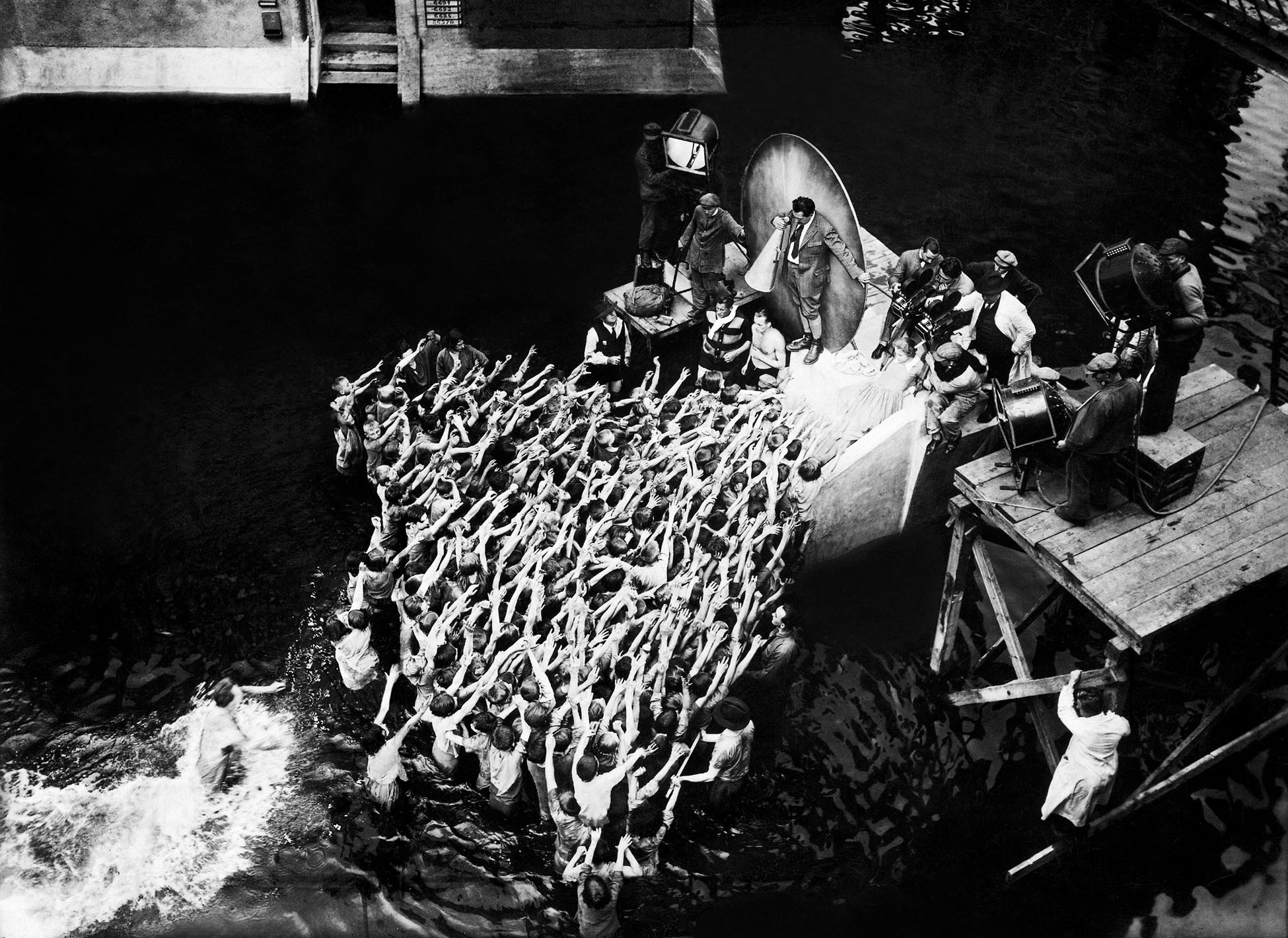
Rodaje en los estudios UFA de la escena de la inundación.
Fotografía de Horst von Harbou.

Metrópolis se convirtió en una superproducción tanto en lo que respectaba al presupuesto como al número de participantes, siendo un total de más de 37.000 personas. Uno de los productores, Eugen Schüfftan, fue el responsable de los efectos especiales. Éstos son considerados como el elemento más característico y representativo del filme, y costó una gran cantidad de tiempo y material debido al gran empeño de Lang por hacer justicia al enorme guion. Sin embargo, la película sufrió numerosas reediciones a causa de la censura y los cortes dependiendo de dónde fuese proyectada la película. Por ejemplo, en su distribución estadounidense fueron recortadas diversas partes del largometraje por ser consideradas propaganda comunista. «[...] tuvo como resultado la filmación de 620.000 metros de celuloide, los cuales se redujeron a 4.189 metros en el primer corte y a 3.170 en su distribución internacional». El tercero de estos cortes contó con una banda sonora compuesta por Giorgio Moroder y en la que participaron artistas como Queen y Bonnie Tyler, entre otros.
Schüfftan «creó el sofisticado Proceso Schüfftan», que consistía en el uso de reflejos y contrarreflejos utilizados en las maquetas para simular edificios de gran tamaño. Otra novedad fue el uso de la cámara giroscópica, «la cual permitía filmar panorámicas en todas las direcciones».

## Censura y cortes

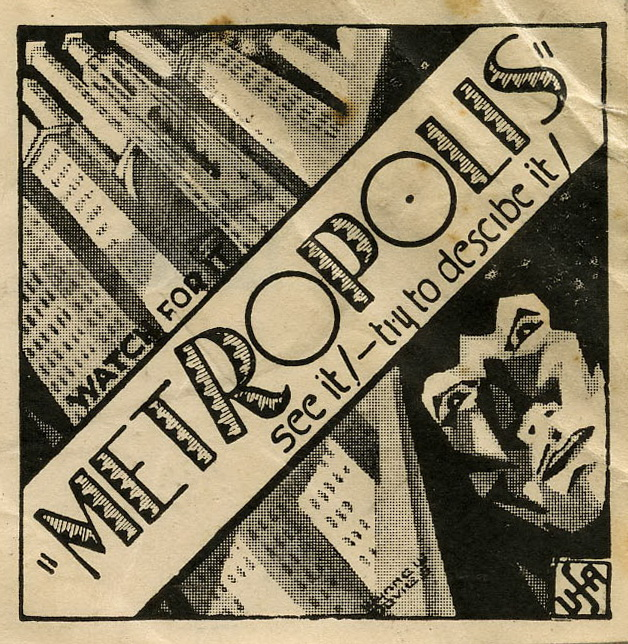
Anuncio neozelandés de 1928.

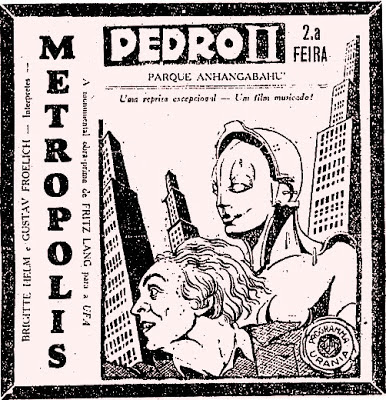
Anuncio brasileño de 1930.

Poco antes de su estreno oficial en Berlín (el 10 de enero de 1927 en el UFA-Palast am Zoo), la cinta fue proyectada para representantes de Paramount, empresa que la iba a distribuir en Estados Unidos, a quienes les pareció confusa y, sobre todo, larga. Se encargó a Channing Pollock que procediese a un nuevo montaje para abreviar la duración. Además de realizar algunos cortes con base en la moralidad, con vistas a una mayor difusión comercial en Estados Unidos (como la supresión de casi todas las tomas en que la falsa María es observada mientras realiza su danza erótica), Pollock eliminó la crucial trama argumental sobre la verdadera naturaleza del enfrentamiento entre Freder y Rotwang, así como numerosos planos de la dramática inundación de la ciudad subterránea de los trabajadores. De estas modificaciones surgió la versión estrenada en Estados Unidos, en el cine Rialto de Nueva York, el 5 de marzo de 1927, dos meses después de su premier alemán, y la que llegó a Gran Bretaña, con unos 115 minutos. En España se estrenó el 29 de mayo de 1927 en el Cine Iris Park de Barcelona y con el título de Metrópolis (La ciudad sobre las ciudades), en dos entregas.
Poco después la empresa productora del filme quedó con una enorme deuda con sus socios norteamericanos Paramount y Metro-Goldwing-Mayer, que sería asumida por el millonario nacionalista Alfred Hugenberg (quién poco después invertía su dinero en ayudar a Adolf Hitler a llegar al poder) en abril de 1927. Al mando de la productora sacó a Metrópolis de circulación de cines alemanes y recortó la duración del filme de la edición de Pollock quitando en gran parte la línea ideológica que creían «inapropiada» por tendencia comunista y religiosa. En agosto del 1927 la nueva versión de 117 minutos llegó a los cines alemanes y de varias ciudades europeas. En 1936, a razón de la censura Nazi, la UFA realizaría aún más cortes, esta vez de 91 minutos. Luego vendría la guerra y con él la destrucción de los negativos originales y mutilados del filme, con lo que llevó a una reducción a hora y media del filme creado por Lang. En 2010 una versión restaurada del filme, a partir de la copia hallada en Argentina, recuperó 30 minutos que habían sido recortados debido a su carga ideológica y erótica, y para acortar el metraje.

## Contenido e interpretación

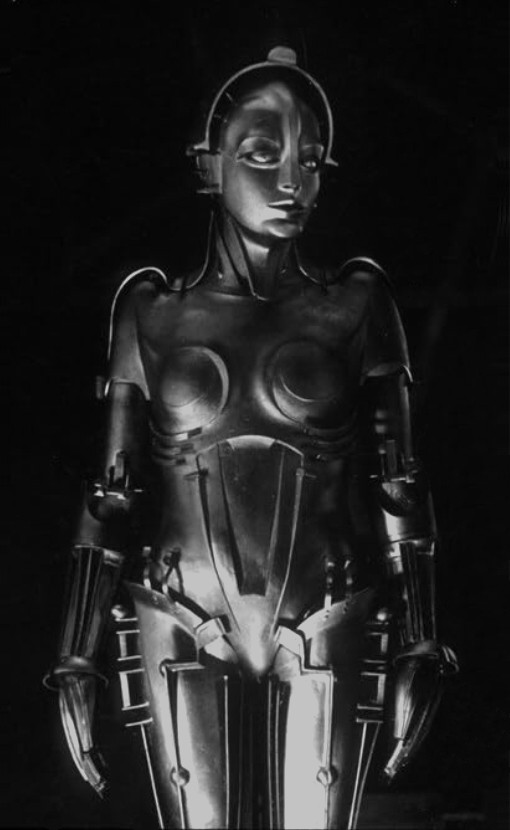
Fotografía de la máquina humana en el plató de cine

A Fritz Lang le gustaba recordar que la historia de Metrópolis nació en su viaje a Estados Unidos, en octubre de 1924, viendo desde su barco en la noche ante el puerto neoyorquino los rascacielos de la ciudad y las calles iluminadas. Al regresar, Thea von Harbou se pondría a trabajar en el guion. Esta inspiración se puede relacionar con el rodaje en la materialización de las ideas visuales más que con el guion, ya que la historia estaba probablemente muy perfilada en julio de 1924. Von Harbou escribió asimismo una novela que se basó en la trama de la película.
En la representación del orden social, Metrópolis se apoya por un lado en el marxismo: hay dos clases sociales claramente diferenciadas y separadas, en las que una explota a la otra sin que haya posibilidades de medrar. La «alienación del trabajo» podría relacionarse con que haya algunas máquinas sin una utilidad reconocible. El personaje del robot María, representado claramente como malvada, lanza a los trabajadores a la lucha, y como resultado destrozan su medio y sustento, empeorando su situación en lugar de mejorarla[cita requerida]. La colaboración entre clases sociales, en lugar de la lucha de clases, recuerda sin embargo al nacionalsocialismo y su ideología, pues era la estructura económica corporativista que defendía el programa del partido Nazi; ideología con el cual Thea von Harbou simpatizaba, contrariamente a Fritz Lang.
Lang dio a entender más tarde que la idea del corazón como mediador entre la mano (la fuerza del trabajo) y el cerebro (la capacidad directora de la sociedad) era falsa y que por ello ya no le gustaba esta película. Tras esta opinión se escondía la situación social que se vivía y no un conflicto de orden moral. Aunque la tesis central del cerebro, la mano y el corazón pertenece a Thea von Harbou, él era responsable de la misma, al menos en parte, como director de la película que era. Lang, en realidad, estaba mucho más interesado en los aspectos técnicos y arquitectónicos del filme que en el trasfondo político de la trama.
El discreto éxito de la película entre el público de aquellos años también puede explicarse por ello, ya que la imagen social desarrollada en la historia se opone a las apenas cuestionadas creencias en el progreso que se tenían entonces. El género de ciencia ficción del cine mudo presenta la utopía, por lo general, en positivo, mientras que Lang recurre a la esclavización de los tiempos bíblicos para representar el futuro. Las monumentales máquinas de la ciudad subterránea proporcionan a las clases bajas una vida indigna, la masa humana es fácilmente manipulable y se practican ritos medievales como la quema de brujas.
Del cristianismo se toma la parábola de la Torre de Babel: en la variante que se muestra que los arquitectos y los trabajadores hablaban una misma lengua pero no se entendían. También se rescata la figura de María, que personifica el bien, así como el anuncio de la venida de un redentor y la figura del falso profeta (el robot María).

## Arquitectura en la película

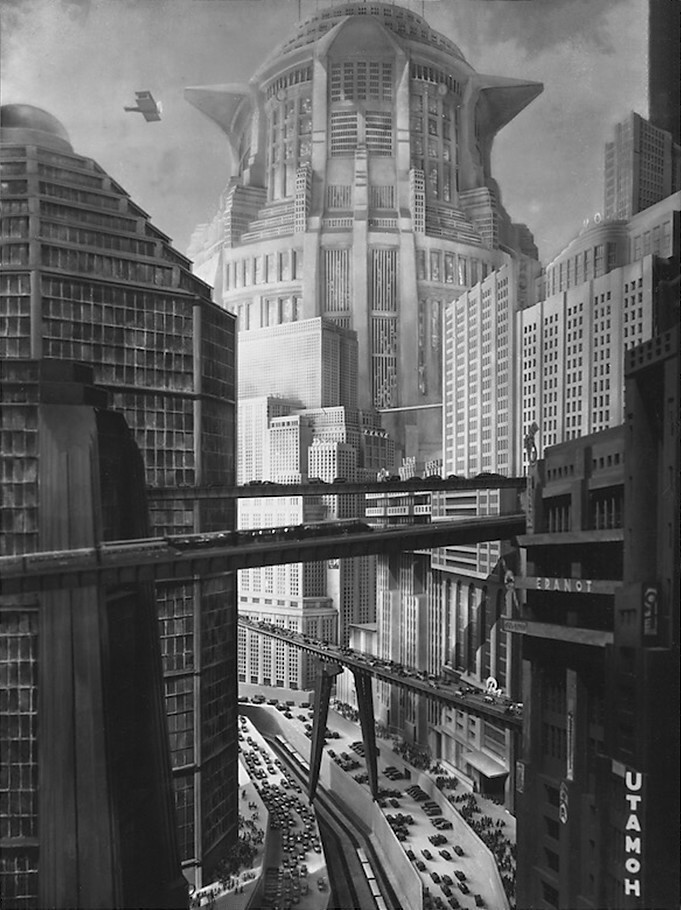
La nueva torre de Babel, la sede central de Fredersen en Metropolis.

Metrópolis es una ciudad de rascacielos cuya arquitectura art decó recuerda a la de las ciudades más modernas de entonces, principalmente Nueva York, aunque la arquitectura de rascacielos surge en la escuela de Chicago. 
Entre los edificios se enmarañan las avenidas y las líneas del tren. Los edificios de la ciudad de superficie son de una estructura majestuosa, mientras que la ciudad de los trabajadores, subterránea, resulta más sencilla, lúgubre y sombría.
Entre estos dos espacios básicos existen lugares con una arquitectura propia y característica. En la ciudad superficial está la catedral, de líneas góticas, y la casa de Rottwang, un edificio antiguo, también de artes medievales, que se asemeja más al taller de un alquimista que al laboratorio de un científico; Lang y Von Harbou acordaron reconducir la idea original de proporcionarle a Rottwang capacidades mágicas. Además en la ciudad de la superficie hay un jardín que simboliza lo idílico de la vida para los directores de la ciudad y un barrio del pecado retratado con arquitecturas orientales, tradicionalmente asociadas a lo exótico, lo sensual y, desde ahí, a lo pecaminoso. En la ciudad subterránea se distingue además una zona de lo clandestino asociada con los espacios cavernosos donde la alegoría de la salvación de los trabajadores se representa mediante la imagen de los cristianos escondidos en las catacumbas durante los tiempos de su persecución.

## Versiones restauradas
La versión original de Metrópolis sufrió numerosos cortes y modificaciones en su montaje, especialmente para su estreno en Estados Unidos, que desvirtuaron en buena medida el guion elaborado por Harbou y realizado por Lang. El metraje descartado fue dado por perdido, por lo que la versión conocida durante la mayor parte del siglo XX no era la de su estreno, en 1927. En 2001, la película fue objeto de una profunda restauración en la que participaron numerosas filmotecas a nivel mundial, lo cual condujo a su designación como Patrimonio de la Humanidad, por la UNESCO. 

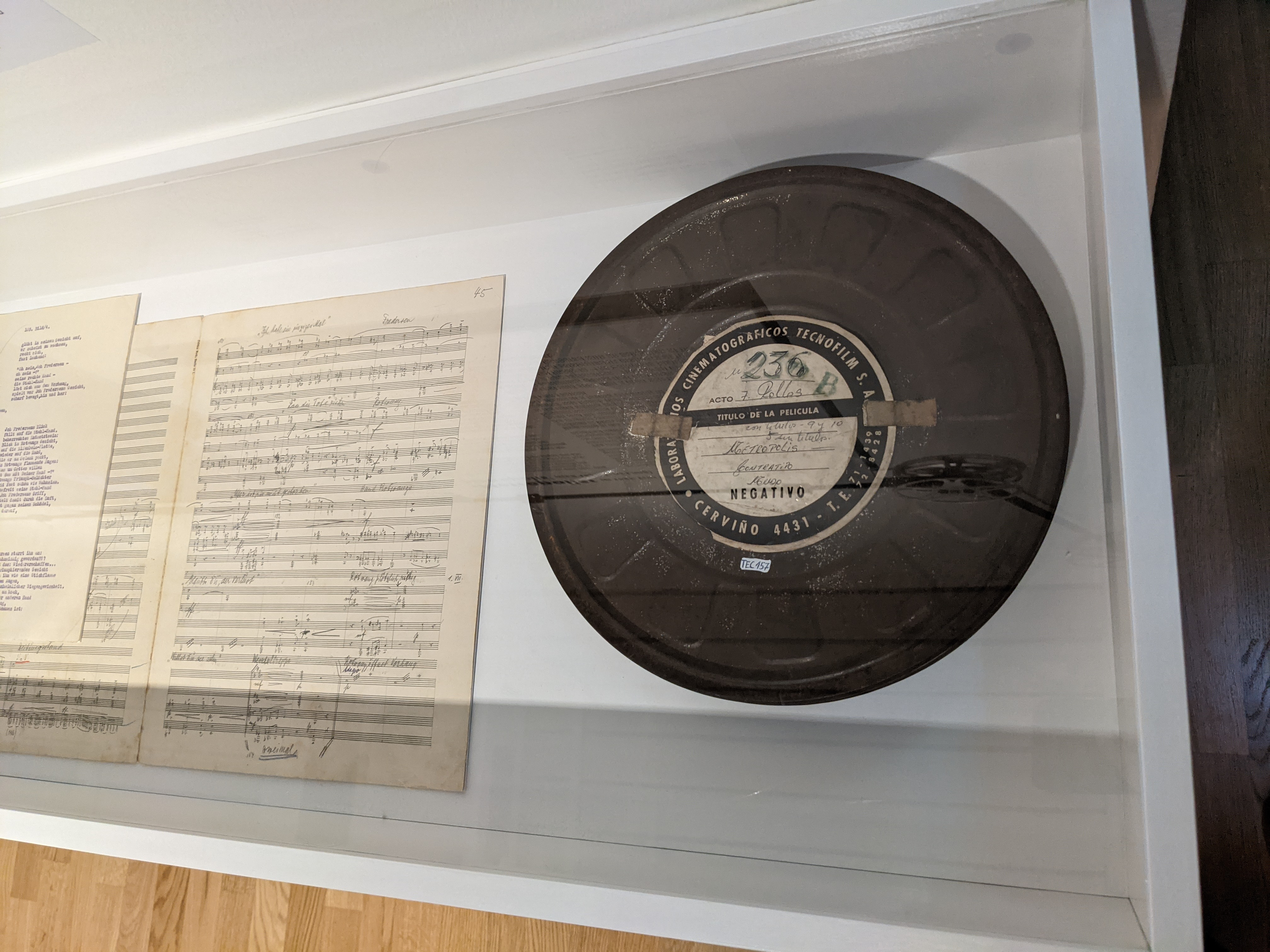
Una de las bobinas correspondientes a la copia en 16 mm encontrada en Buenos Aires, junto a la partidura original del filme, usados en la restauración de 2010.

En 2008 se halló una deteriorada copia del filme, con el metraje original, en formato de 16 mm en el Museo del Cine de Buenos Aires. Esto hizo posible realizar un nuevo montaje más cercano al original, que comenzó a exhibirse y comercializarse en 2010.
Lo ocurrido fue que en el mes siguiente a su estreno (enero de 1927) el distribuidor Adolfo Z. Wilson compró una copia en su versión original, de aproximadamente dos horas y media, para estrenar en Argentina, lo cual efectivamente se hizo en mayo de 1928. Posteriormente, esta copia entró a formar parte de la colección de Manuel Peña Rodríguez. En 1959 se organizó una proyección en el Cine Club Núcleo, de Buenos Aires. A fines de los años '60, Peña Rodríguez donó la copia al Fondo Nacional de las Artes; y este a su vez la traspasó al Museo del Cine, en 1992. Sin embargo, por unos 40 años, nadie sabía que estaba allí.
En 1988 uno de los asistentes a la proyección de 1959 le contó a Fernando Martín Peña el detalle de la duración de dos horas y media del filme. Ello le hizo pensar a Peña que allí podría haberse conservado material único, ya que las versiones entonces conocidas tenían una duración mucho menor. Intentó tener acceso a los archivos fílmicos del Museo del Cine, sin lograrlo hasta 2008, cuando asumió su dirección Paula Félix-Didier. Juntos revisaron la copia, y confirmaron su hipótesis de contar con la versión original de 1927. Luego se pusieron en contacto con los dueños de los derechos de la película, la Fundación alemana Murnau.
Se inició entonces una nueva restauración. A la versión ya restaurada de 2001, se le agregaron unos 25 minutos adicionales contenidos en la copia de Buenos Aires, que también se restauraron digitalmente. Sin embargo, la calidad de este metraje agregado es inferior, porque la copia porteña sobrevivió por casualidad. «La nueva versión (observa Peña) posee la complejidad narrativa que caracteriza a otras obras mudas de Lang. Le devolvió el ritmo que él había pensado, su sentido arquitectónico del montaje. Ahora la película es mucho mejor».
La nueva versión restaurada se estrenó en el Festival Internacional de Cine de Berlín de 2010; y luego en otros festivales y salas del mundo, incluso Nueva York. La Fundación Murnau entregó una copia restaurada al Museo del Cine de Buenos Aires y otra a Fernando Martín Peña. El filme se ha reestrenado en la sala del Museo de Arte Latinoamericano de Buenos Aires numerosas veces desde 2011.[cita requerida]
En 2019, se lanzó en YouTube una versión doblada, colorizada, con nueva música y efectos sonoros a cargo de los ingenieros de sonido Garrett Guynn y Andrew John Holt.

## Banda sonora
La banda sonora original fue escrita por el compositor Gottfried Huppertz y concebida para una gran orquesta sinfónica. La banda sonora está influenciada por la música de Richard Strauss y Richard Wagner, combinando el timbre orquestal clásico con toques de modernismo que sirven para describir la Ciudad de los Obreros. La banda sonora de Huppertz fue grabada de nuevo en el año 2001 por la Deutsche Radio Philharmoniker Saarbrücken acompañando a la nueva edición en DVD. La partitura de Huppertz también ha sido interpretada por distintas orquestas de todo el mundo en espectáculos en directo y proyecciones de la película.
Existen además una gran cantidad de músicas alternativas para el filme. En 1975, la BBC publicó una composición electrónica para la cinta creada por William Fitzwater y Hugh Davies. En 1984, el productor italiano Giorgio Moroder escribió una banda sonora pop que contó con la colaboración de distintos músicos de la época, entre ellos Freddie Mercury y Bonnie Tyler. La ya desaparecida agrupación de cine mudo Club Foot Orchestra estrenó su versión de Metrópolis en el año 1991. El músico montenegrino Rambo Amadeus escribió en 1994 una partitura que fue estrenada por la Orquesta Filarmónica de Belgrado y publicada en disco cuatro años más tarde. En el año 2000, el productor y discjockey Jeff Mills creó una banda sonora como proyecto audiovisual, presentándose en el Museo de la Música de París, en el Royal Albert Hall de Londres y el Festival Internacional de Cine de Viena. El grupo The New Pollutants realizó en 2005 un espectáculo llamado Metropolis Rescore que incluía la proyección de la película acompañada por la música escrita por Benjamin Speed. En España, la banda gallega Caspervek Trio estrenó en 2014 su banda sonora de la película, con futuras representaciones en Hungría, Letonia y Países Bajos. En 2015 el discjockey  Clusterhead presentó en Madrid una versión electrónica del filme.[cita requerida]

## Modelos e influencias

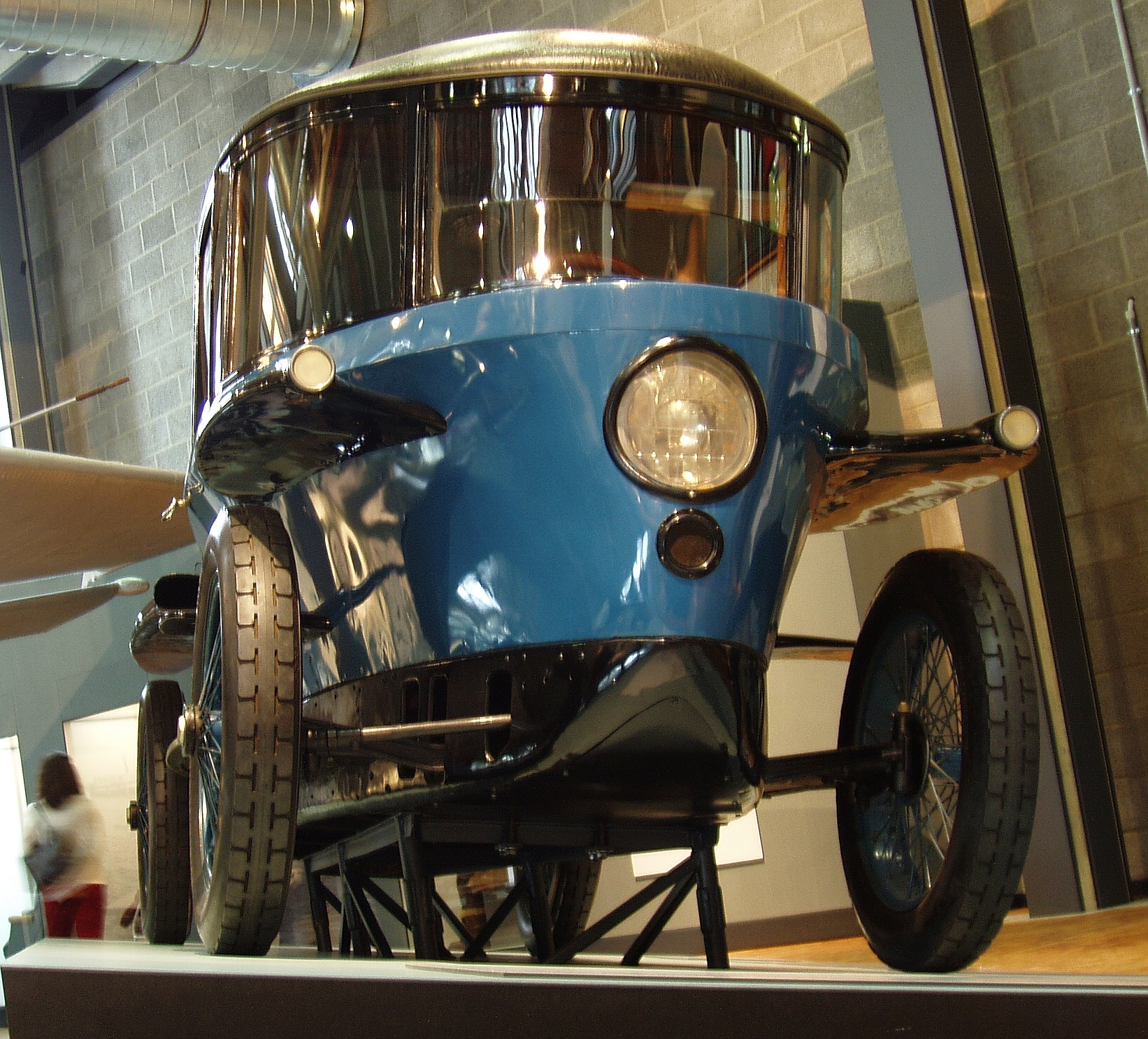
Coche empleado en la película. Museo Técnico Alemán. Berlín. Archivo: Jerzy Kociatkiewicz.

Esta película se convirtió en una fuerte influencia para posteriores producciones de ciencia ficción, sobre todo aquellas que tratan de distopías. Entre las películas que le son deudoras, podríamos mencionar una propuesta tan célebre como Blade Runner de Ridley Scott. Ambas han marcado los grandes conceptos de arquitectura y diseño visual en cuanto al cine ambientado en ciudades distópicas del futuro.

### Adaptaciones
Un musical homónimo basado en esta película se estrenó en 2002. La música fue escrita por Joe Brooks, las letras por Dusty Hughes y fue dirigida por Jerome Savary.
Una película de anime llamada "Metrópolis de Osamu Tezuka" adapta de una manera libre la historia original de Lang, se estrenó en Japón en el año 2001 y fue dirigida por el aclamado director japonés conocido como Rintaro con un guión de Katsuhiro Otomo, creador de Akira.

### En español
- Pedraza, Pilar: «Metrópolis», Fritz Lang: estudio crítico. Ediciones Paidós Ibérica, S.A. 2000 ISBN 84-493-0879-8
- Pablos García, Tamel de: Cine e historia contemporánea : análisis filosófico y técnico-lingüístico del film alemán Metrópolis (1926, dir. Fritz Lang) Universidad de Barcelona. Publicaciones y Ediciones. 1994 ISBN 84-475-0629-0
- Harbou, Thea von: Metrópolis. Ediciones Orbis, S.A. 1988 ISBN 84-402-0695-X
- Peña, Fernando Martín: Metrópolis. Fan Ediciones, Buenos Aires 2011. ISBN 978-987-25086-7-8. Este libro describe el hallazgo de la copia en 16mm en Buenos Aires en 2008, que permitió la reconstrucción más reciente.